# Union of the Snake
Union of the Snake, singel av Duran Duran, utgiven 17 oktober 1983. Det var den första singeln från albumet Seven and the Ragged Tiger och nådde 3:e plats på både den engelska och amerikanska singellistan.

## Låtlista
7" Singel
1. "Union of the Snake" – 4:24
2. "Secret Oktober" – 2:47

12" Singel
1. "Union of the Snake (Monkey Mix)" – 6:27
2. "Union of the Snake (7" Version)" – 4:24
3. "Secret Oktober" – 2:47

CD-singel (Inkluderad i Singles Box Set 1981-1985)
1. "Union of the Snake (7" Version)" – 4:24
2. "Secret Oktober" – 2:47
3. "Union of the Snake (Monkey Mix)" – 6:27

## Listplaceringar
| Lista (1983-1984) | Topplacering |
| ----------------- | ------------ |
| Nederländerna     | 17           |
| Norge             | 8            |
| Nya Zeeland       | 3            |
| Schweiz           | 7            |
| Storbritannien    | 11           |
| Sverige           | 16           |

### Fotnoter
1. ↑  ”Listplacering”. http://dutchcharts.nl/showitem.asp?interpret=Duran+Duran&titel=Union+Of+The+Snake&cat=s. Läst 16 september 2011.
2. ↑  ”Listplacering”. http://norwegiancharts.com/showitem.asp?interpret=Duran+Duran&titel=Union+Of+The+Snake&cat=s. Läst 16 september 2011.
3. ↑  ”Listplacering”. Arkiverad från originalet den 10 november 2012. https://web.archive.org/web/20121110170412/http://charts.org.nz/showitem.asp?interpret=Duran%20Duran&titel=Union%20Of%20The%20Snake&cat=s. Läst 16 september 2011.
4. ↑  ”Listplacering”. http://hitparade.ch/showitem.asp?interpret=Duran+Duran&titel=Is+There+Something+I+Should+Know%3F&cat=s. Läst 16 september 2011.
5. ↑  ”Listplacering”. Arkiverad från originalet den 25 maj 2012. https://archive.is/20120525170027/http://www.chartstats.com/release.php?release=10898. Läst 16 september 2011.
6. ↑  ”Listplacering”. http://swedishcharts.com/showitem.asp?interpret=Duran+Duran&titel=Union+Of+The+Snake&cat=s. Läst 16 september 2011.